# Адамовиці (Малопольське воєводство)
Адамовиці (пол. Adamowice) — село в Польщі, у гміні Ґолча Меховського повіту Малопольського воєводства.
Населення — 102 особи (2011).
У 1975-1998 роках село належало до Краківського воєводства.

## Демографія
Демографічна структура станом на 31 березня 2011 року:
|          | Загалом | Допрацездатний вік | Працездатний вік | Постпрацездатний вік |
| -------- | ------- | ------------------ | ---------------- | -------------------- |
| Чоловіки | 51      | 12                 | 34               | 5                    |
| Жінки    | 51      | 9                  | 29               | 13                   |
| Разом    | 102     | 21                 | 63               | 18                   |